# Carnevale di Regalbuto
Il Carnevale di Regalbuto è una manifestazione carnevalesca della Sicilia centrale e si festeggia a Regalbuto in provincia di Enna.

## Manifestazioni

### I costumi
Il costume tradizionale è il protagonista assoluto del carnevale di Regalbuto accompagnato dalla partecipazione di pubblico, tale che lo slogan del Carnevale è "Da noi il protagonista sei Tu!"
La cittadina ennese è infatti prospera di maestri artigiani che confezionano maschere e costumi di pregevole fattura, indossati per tutto il corso delle celebrazioni. Per ammirare i più bei costumi, è stato istituito un apposito Concorso a premi, che richiama numerosi artigiani negli ultimi tre giorni del Carnevale. I costumi tradizionali, giudicati dalla giuria del Concorso, sono generalmente rappresentati da tessuti preziosi, che vengono poi ricamati a mano dalle sarte ed intessuti di perline e decorazioni stravaganti, in modo da ottenere un esemplare quanto più sgargiante ed originale. Altra variante tipica del Carnevale regalbutese è quella del costume in cartapesta, che concorrono nella categoria apposita contro colore che indossano abiti in stoffa, ma le categorie in totale sono 13 che si contendono nelle varie fasce i premi consegnati dalla commissione giudicatrice. Ma la predominanza del Carnevale di Regalbuto non è solo nelle sfilate degli ultimi giorni, ma sta anche nella partecipazione della gente già un mese prima quando cominciano i tradizionali balli in piazza della Repubblica che coinvolgono fino a mezzanotte tutta la popolazione vestita appositamente in maschera.

### Le sfilate dei carri allegorici
Assumono particolare rilevanza nell'ambito dei festeggiamenti carnevaleschi a Regalbuto le sfilate dei gruppi in maschera dove quasi mille sfilanti riempiono la via principale con un mondo di travestimenti coinvolgendo anche i visitatori, il tutto immerso nei colori del famoso Carnevale di Regalbuto.

### I balli tradizionali: lecontradanze
L'elemento caratterizzante del carnevale di Regalbuto risiede, nonostante tutto, nelle danze tradizionali, assai fantasiose e divertenti, che affondano radici nelle cosiddette contradanze, esibizioni regalbutesi che ininterrottamente dall'inizio delNovecento hanno animato il carnevale cittadino. Le contradanze sono interessanti balli di coppia in costume; le coppie che vi prendono parte sono 12, ed indossano costumi di grande bellezza, ricamati con tessuti di un certo valore. La Contradanza si compone di figure fisse costantemente ripetute e tramandate negli anni. Pur mantenendo la tradizione nelle figure coreografiche, i maestri danzatori si sfidano alla ricerca di nuove figure innovative e spettacolari. La contradanza, che troviamo come tradizione di Carnevale, solo nel paese di Regalbuto, trae origine dai vecchi balli padronali dei baroni che tradotti nella cultura popolare si tramandano in questi momenti di festa per la bontà del raccolto. Una tradizione unica e da non perdere. Se dai primi del Novecento il costume era contorno del ballo, oggi assume una grande importanza poiché risulta essere una forma di spettacolo data la preziosità della fattura.